# Friede von Templin

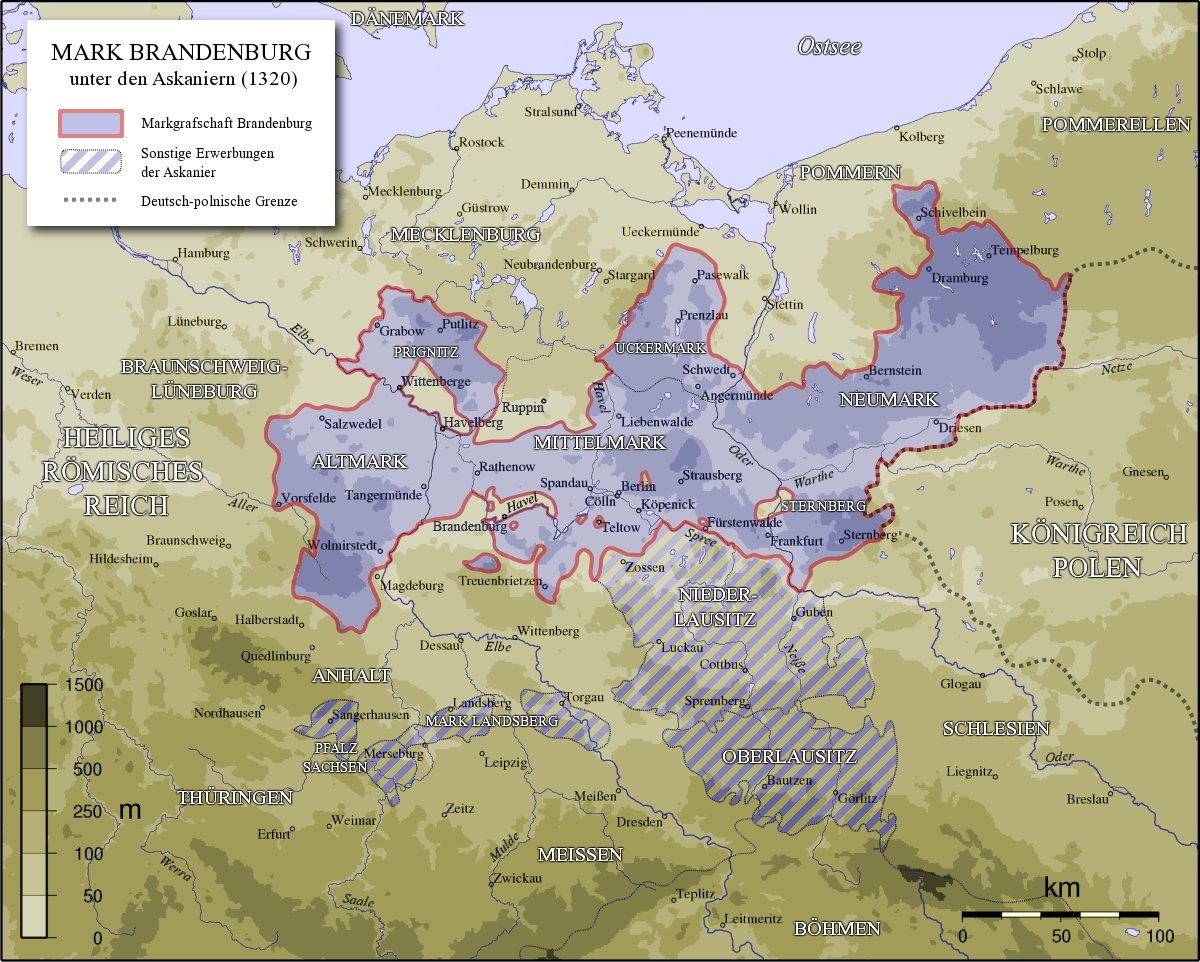
Brandenburg um 1320

Der Friede von Templin ist ein Friedensvertrag vom 25. November 1317, der den Norddeutschen Markgrafenkrieg beendete. Er wurde in der brandenburgischen Stadt Templin abgeschlossen.
Unter dem Markgrafen Otto IV. kam es von 1278 bis 1283 zu kriegerischen Auseinandersetzungen mit dem Erzstift Magdeburg, in deren Verlauf Otto mehrere Niederlagen hinnehmen musste. Zudem versuchte er die Lehnshoheit über Pommern und Pommerellen zu erlangen, was in einen mehrjährigen Konflikt mit dem Königreich Dänemark mündete. Nach Ottos Tod 1308 wurde Waldemar der Große Markgraf von Brandenburg. Noch im selben Jahr eroberte er Danzig, um die Ansprüche auf Pommerellen zu bekräftigen. Dies rief jedoch eine militärische Intervention des Deutschen Ordens hervor. Waldemar konnte sich gegen den Orden nicht behaupten und war am Ende gezwungen, seine Ansprüche an Pommerellen im Vertrag von Soldin zu verkaufen.
In die Endphase der kriegerischen Auseinandersetzungen mischte sich nach dem Tod der Markgrafentochter Beatrix (1314) der Erbschaftsstreit der Brandenburger mit Heinrich II., Fürst von Mecklenburg, um die Herrschaft Stargard.
Nachdem er 1316 in der Schlacht bei Gransee unterlegen gewesen war, besiegelte der Friede von Templin Waldemars Niederlage gegen die von Dänemark angeführte Koalition norddeutscher Fürsten. Als unmittelbare Folge verlor Brandenburg seinen Zugang zur Ostsee an das Herzogtum Pommern, während die Herrschaft Stargard dauerhaft zu Mecklenburg gelangte. Durch Waldemars Erklärung in der Friedensurkunde (Wir haben dem Herrn von Mecklenburg den Besitz des Landes Stargard mit all dem Recht übertragen, mit dem er es von Markgraf Johann und seinen Vorfahren [...]) blieb das Lehnsverhältnis aber nach wie vor bestehen. Auch die Ansprüche auf Pommern hielten die Markgrafen weiterhin aufrecht, doch sollte es bis 1648 dauern, ehe dies (zumindest teilweise) an Brandenburg fiel.